# Festival international du film de La Roche-sur-Yon 2016
Le Festival international du film de La Roche-sur-Yon 2016, 7e édition du festival, se déroulera du 10 octobre 2016 au 16 octobre 2016.

## Déroulement et faits marquants
Le Grand prix du jury est remporté par le film Problemski Hotel du réalisateur belge Manu Riche. Muriel Merlin, présidente du Jury, déclare à son sujet : « Nous avons été séduits par le traitement inattendu de ce sujet d’actualité, tantôt absurde, tantôt poétique… ». Le Prix spécial du jury est décerné à Une vie de Stéphane Brizé, et le prix du public est remporté par Manchester by the Sea de Kenneth Lonergan.

## Jury
- Muriel Merlin (Présidente du Jury) : productrice
- Elina Löwensohn : actrice
- Antoine Barraud : réalisateur, producteur
- Anne Delseth : programmatrice

## Sélection

### En compétition internationale
- Indignation de James Schamus
- Parents de Christian Tafdrup
- The Ones Below de David Farr
- Problemski Hotel de Manu Riche
- Une vie de Stéphane Brizé
- The Giant (Jätten) de Johannes Nyholm

### En compétition nouvelles vagues
- Aloys de Tobias Nölle
- The Challenge de Yuri Ancarani
- Icaros: A Vision de Leonor Caraballo et Matteo Norzi
- All These Sleepless Nights de Michal Marczak
- Bodkin Ras de Kaweh Modiri
- Where Is Rocky II? de Pierre Bismuth
- Tower de Keith Maitland
- Kate Plays Christine (en) de Robert Greene
- B-ROLL with Andre de James N. Kienitz Wilkins
- Alter Senator de Willehad Eilers

### Ouverture
- Lion de Garth Davis

### Clôture
- Paris pieds nus de Dominique Abel et Fiona Gordon

## Palmarès
- Grand prix du jury : Problemski Hotel de Manu Riche
- Prix spécial du jury : Une vie de Stéphane Brizé
- Prix du public : Manchester by the Sea de Kenneth Lonergan
- Prix Nouvelles Vagues : Kate Plays Christine (en) de Robert Greene et Where Is Rocky II? de Pierre Bismuth
- Prix Trajectoires : Brothers de Aslaug Holm
- Mention spéciale Trajectoires : Girl Asleep de Rosemary Myers